# 杏野はるな
杏野 はるな（あんの はるな、1988年4月9日 - ）は、日本の元タレントである。熊本県出身。

## 経歴
2006年、18歳の頃からゲーム番組やゲーム雑誌に多数出演。ゲームアイドルのジャンルを確立し、周囲に認知された。その後、自らレトロゲーム読本も執筆した。
海外メディアではレトロゲーマーと紹介され、日本のメディアでもゲームアイドルではなくレトロゲームアイドルとして紹介されていた。最初にゲームアイドルとして紹介されたのは、『月刊カメラマン』2008年1月号。
2010年、KONAMIアーケード『Dance Dance Revolution X2』にて「someday...」で歌手デビュー。
2013年10月、東京都中野区の観光大使に就任した。またその頃から、実家のある熊本県でも活力ある村づくりの活動に参加していた。

### 芸能活動休止、離婚騒動
2014年9月からはブログの更新を、10月中旬からはTwitterへの投稿を休止している。当初2か月間の休養としていたが、その間も『日刊スポーツ』の連載とメールマガジンの配信は続けられていた。

## 人物
自称芸能界最強のゲームマニア、コレクターを名乗り、自らを「ゲームソムリエール」と称していた。
総額1,000万円以上のレトロゲームソフトのコレクションを所有し、関連ゲーム雑誌、攻略本、機材、グッズ等も収集。2012年3月14日の「笑う経済白書 THEピンキリSHOW」でも紹介された。「ゲームを文化とし素晴らしい歴史として残すため」という趣旨から、事務所の一部を「杏野はるなのゲームミュージアム」「ゲームコロニーイベント/スタジオ」としてこれを公開、開放していた。
2008年のスターソルジャーRの公式ゲーム大会で準優勝し、自身のハドソンジョイスティックに高橋名人からサインをしてもらったことがある。
数々の実験を行ったりしたことなどにより、自身のブログが幾度となく炎上している。そのことについて後の取材では、「特に炎上を狙おうとしてたわけでは無いです。」と、答えている。

## 出演

### テレビ
- 東京ゲーム図鑑（EXエンタテイメント）
- 水着少女（テレビ東京）
- 東京少女 vol.5（エンタ!371）
- ぜんタネ（スカイパーフェクトTV275）
- 東京少女（スカイパーフェクトTV371）
- 新・美少女図鑑（スカイパーフェクトTV371）
- エンタdeパンチ　金曜日〜アイドル情報の日〜（スカイパーフェクトTV371）
- 銀玉少女 最終回（スカイパーフェクトTV371）
- ありえへん∞世界（テレビ東京、2008年5月20日・7月15日）
- 『ぷっ』すま（テレビ朝日、2008年9月23日）
- オビラジR（TBS、2008年11月4日・2009年1月6日）
- ジュニアのススメ（EXエンタテイメント）
- ゲーマーズ甲子園（MONDO21）
- こだわりゲーマー（BS-TBS、2009年7月16日 - ）
- シューティングゲーム攻略軍団参上!（MONDO21、2009年7月23日）
- カード学園（TBS、2009年10月9日 - ）
- 新知識階級 クマグス（TBS、2010年5月20日）
- icon（日本テレビ、2011年1月31日）
- 夜遊び三姉妹 特別編（日本テレビ、2012年3月1日）
- 笑う経済白書 THE ピンキリ SHOW2（TBS、2012年3月14日）
- デイリー中野（JCN中野）中野区観光大使出演
- お願い!ランキング（テレビ朝日）
- コミチャン放送部（JCNシティテレビ中野）第1回 中野ブロードウェイ紹介
- オールスター感謝祭（TBS）クイズ制作
- 週末Doする生テレビ（JCN関東）
- タウンサミット2013（BS11）
- モウソリスト（フジテレビ）妄想コレクター第3弾! 今夜は女性アイドル自宅に潜入! 総額○千万円の（秘）コレクション激撮で衝撃の嵐!
- リア充女子の生態ファイル マイ部屋レディ（関西テレビ）
- ワケあり!レッドゾーン（読売テレビ）特番ゲスト出演
- 東京で頑張るということ。（熊本朝日放送）
- ひるまえ ほっと（NHK総合）中野を新たに街おこし! 中野区観光大使、杏野はるなのゲームミュージアム
- 探検バクモン 熱愛! TOKYOコレク旅（NHK総合）
- それゆけ!ゲームパンサー!（日本テレビ）
- 今週のスポットライト 最終回（関西テレビ）ゲスト

### ドラマ・映画
- 2014年〜 スカパー216 連続ドラマ 全13話「メテ乙女」主演：ハルカ役
- 劇場版「メテ乙女」

### ラジオ
- J-WAVE「PLATON」（2008年7月3日）
- 杏野はるなのはるなはここにいます
- TBSラジオ「ニュース探求ラジオ Dig」
- TBSラジオ「たまむすび　赤江珠緒×博多大吉」ピークを探せ! ファミコン特集。
- ニッポン放送「ダイノジ大谷ノブ彦　GoodJobニッポン」ゲスト出演
- TOKYO FM「アポロンの秘密」ゲスト出演
- J-WAVE GOLD RUSH「CHINTAI TRAVEL AROUND THE WORLD」

### インターネット
- ぶんか社オンライン「アイドル誕生TV」（ぶんか社、2008年6月1日 - ）
- アイドル丼（グローバルリンク、2008年5月31日で終了）
- ひかり荘（吉本興業）
- チャンネルBB「ゲッチャTV」
- ITmedia ドコモ山口部長のMC Talk「第2回 ケータイ版ゲームにもの申す!? ゲーマーアイドルが部長に迫る!」
- 日刊サイゾー（SOFT DEMAND、2008年10月4日）
- ヌキ天（GyaO、2008年11月12日）
- OCN　OG Vol.31 OG EXPRESS「電・女子号 - ウェイバックマシン（2009年3月12日アーカイブ分）」「杏野はるなの GAME OR DIE」
- B.L.T.Movie「動画公開中」[リンク切れ]
- マビノギ英雄伝高校（2011年11月）
- STARHAWK（ソニー）ダイナミック戦闘バカ訓練所 第2回ビルドの掟
- NOTTV スマホのトリセツ
- ニコニコ生放送 STARHAWK「ダイナミック戦闘バカ訓練所決定戦イベント」
- @nifty 映画「アタック・ザ・ブロック」インタビュー&動画
- まぐまぐ「まぐスペ メールマガジン著者インタビュー」[リンク切れ]
- ニコニコ生放送 映画「グランドマスター」公開記念 最強流派決定戦
- ニコニコ生放送「PlayStation Vita presents「共闘学園」 開校直前スペシャル!!!!」ファンタシースターオンライン2
- 福島復興支援ツーリング「君はまだ、バイクに乗っているか。 〜すべての中年ライダーに捧ぐ〜」ショートフィルム 主演
- KONAMI　コナミ放送局「コナゆる。」#3「レトロゲーム特集」[リンク切れ]
- KONAMI　コナミ放送局「コナゆる。」#4「コナミ矩形波倶楽部に迫る」[リンク切れ]
- KONAMI　コナミ放送局「コナゆる。」#5「夏祭り企画」[リンク切れ]
- KONAMI　コナミ放送局「コナゆる。」緊急特番「KAC 2013大会情報 第1弾」[リンク切れ]
- KONAMI　コナミ放送局「コナゆる。」#8「悪魔城ドラキュラを語ろう」[リンク切れ]
- KONAMI　コナミ放送局「コナゆる。」#11「クイズマジックアカデミーでクイズ三昧」[リンク切れ]
- USTREAM生配信「みんな集まれ!ここがゲームミュージアム。」
- PS4シェア USTREAMゲーム生配信 杏野はるなのゲームミュージアムより「↑Cute Girls×Game Room  ♥Anno Haruna→杏野はるな」[リンク切れ]

### 雑誌等
- 清純系Vol.14,15（平和出版）
- 清純系BEST vol.3（平和出版）
- ピュアピュア（辰巳出版）
- 海王社「Chu→Boh vol.2」
- 双葉社「Girls!　トレーディングカード大全 vol.15」インタビュー
- 月刊クリーム（ワイレア出版、2006年6月・8月・9月・10月号）
- 月刊カメラマン（モーターマガジン社、2008年1月号）
- アサヒ芸能（徳間書店、2008年新春号）
- メディアワークス「マリオゴルフGBAツアー攻略本」モデル
- B.L.T.（東京ニュース通信社、2008年3月号）
- サイゾー 2009年5月号
- Beppin School（GOT、2008年7月号）表紙&巻頭グラビア
- 講談社 週刊少年マガジン特別編集「はじめの一歩 アニメスペシャル 第3集」
- トンデモ電脳ゲーム伝説（扶桑社）帯コメント
- 芸能Smash Vol.3（晋遊舎）
- 週刊アスキー（アスキー・メディアワークス、2008年12月30日号）
- FX攻略.COM（2009年4月号）
- ChouChou（2009年4月9日号）
- 週刊少年チャンピオン（秋田書店）グラビアページとテレカ登場
- ゲームエンタ!Vol.4（日経BP）
- ニンテンドーキッズ（双葉社）アイドルレポート
- g-girl（角川書店）第4回ジーガールグランプリ
- 「ニンテンドーキッズ」株式会社双葉社（ポケモン描けるかな）
- 月刊アサヒ芸能エンタメ!（徳間書店、2004年6月号）
- ゲームラボ（三才ブックス、2009年7月号）
- ブレイクマックス（コアマガジン）
- ヤングサンデー（小学館）グラビア掲載
- マガジン・ウォー（2005年8月号）
- 外国人のためのヲタク・エンサイクロペディア（講談社インターナショナル）※英文版
- ゲームになった映画たち（三才ブックス）
- お金と生き方の学校（サンガ）
- ヲ乙女図鑑（コトブキヤ）
- DIME（小学館）
- CIRCUS MAX
- GooBike 4月号
- iPhoneMagazine Vol.13
- i-modeで遊ぼう!（アスキー・メディアワークス）Vol.57,58 サイトアワード2012審査員
- L'Histoire de NINTENDO 2
- スター名鑑 Beauties 2012 U-25編 TOKYO NEWS MOOK279号（東京ニュース通信社）
- 宝島社「街の大爆笑百科 バウ」に掲載
- 朝日新聞出版「アサヒカメラ」2月号「瞳夢」
- モノマガジン（mono magazine）3/2
- JCN中野 Plus「中野区観光大使の部屋」
- 人吉・球磨月刊情報誌「どぅぎゃん」表紙／特別インタビュー
- タンデムスタイル 11月号 福島応援おんもしぇ祭
- 八重洲出版「Motorcyclist」11月号 福島応援おんもしぇ祭
- エムオン・エンタテインメント「デジモノステーション」2013年12月号（特集：総勢77人に聞いた! 著名人・プロの自腹買い!）
- 洋泉社MOOK「PlayStation Memories 1994-2014」寄稿
- マガジンハウス「BRUTUS（ブルータス）No.771」手放す時代のコレクター特集。

### CM、モデル等
- 郵便局にて、2005年用年賀はがき　モデルとして掲載[要出典]
- Pink Papillon（ナルミヤ・インターナショナル）　メインイメージガール[要出典]
- アメリカ球団 SAMURAI BEARS　イメージガール[要出典]
- アメリカ ON AIR [Sony Location free TV] CM[要出典]
- メディアワークス「電撃プレイステーション」SONYブラビア広告[要出典]
- 学習塾「小林学院」のイメージキャラクター[要出典]
- マリオゴルフGBAツアー攻略本（メディアワークス）モデル掲載[要出典]
- メタルギアソリッド4 メタルギアオンライン（コナミ）ゲーム内のアイテム本表紙
- AOU THE KING OF FIGHTERS 麻宮アテナ　イメージキャラ[要出典]
- THE KING OF GAMES Tシャツ展[要出典]
- Razer イメージガール[要出典]
- Shinobi 3D（セガ）渡辺浩弐&杏野はるな-「shinobi」シリーズの継承と進化-[要出典]
- ロッテ「クーリッシュ」宣伝キャンペーン担当[要出典]

### イベント
- 書泉グランデ 写真集発売イベント
- トップジャパン日本橋店・信長書店日本橋店 DVD「はるなの青い空」発売記念イベント
- ラムタラメディアワールド秋葉原店 DVD「はるなの青い空」発売記念イベント
- 石丸電気 DVD「はるなの青い空」発売記念イベント
- ヤマギワソフト DVD「ハルナノキモチ」発売記念イベント
- GAME KILL（新宿ロフトプラスワン）2008年3月31日
- ストリートファイターオンライン（ニコニコ動画：2008年7月8日、10月10日）
- TOKYO GAME NIGHT!!（阿佐ヶ谷ロフトA：2008年8月15日、11月22日、11月23日、2009年1月10日、1月11日、3月20日、3月21日、3月22日）
- メタルギアオンライン（コナミ）全日本大会にゲスト出演（マイドームおおさか：2008年8月30日、秋葉原UDX：8月31日）
- 東京ゲームショウ2008 SNKプレイモアブースにゲスト出演（幕張メッセ：2008年10月11日、10月12日）
- Games Japan Festa 2008（大阪ATCホール：2008年11月15日、11月16日）
- iモードで遊ぼう! サイトアワード2009審査員（2009年1月22日）
- 「超クソゲー」イベント（石丸ソフト1：2009年1月25日、秋葉原ソフマップ：2月14日）
- AOU2009 AMIブース（KOFXII）にゲスト出演（幕張メッセ：2009年2月20日、2月21日）
- アニミン〜気まぐれキャットレコ発〜にゲスト出演（日本橋プラッツ：2009年2月22日）
- ストリートファイターオンライン初代王者決定戦『鬼強グランプリ2009』!!（Live park in Akiba：2009年3月28日）
- iモードで遊ぼう!　サイトアワード2010審査員（2010年1月12日）
- AOU2010 BEMANIブース（DDR）にゲスト出演（幕張メッセ：2010年2月19日、2月20日）
- festival of 90's Culture "FIRED! vol.2（新宿LOFT）（2010年4月4日）
- 高橋名人とロフトにて、レトロゲームで盛り上がう!に出演
- 田代まさしのありがとうございマーシー にゲスト出演
- 横井軍平トークショーにゲスト出演
- CEDEC 2011 ペラ企画コンテスト〜奇跡の一枚を探せ〜 特別審査員
- 東京ゲームショウ2011「肥後連環殺人 迷宮のブロードウェイ」ブース出展（幕張メッセ：2011年9月15日 - ）
- 東京ゲームショウ2011 Razerブースにゲスト出演（幕張メッセ：2011年9月18日）
- 福島復興ツーリングツアーにゲスト出演参加 (2011年10月8日-2011年10月9日)
- メタルギアオンライン（コナミ）MGO EYES Live!第3回放送にMC出演（2012年4月13日）
- メタルギアオンライン（コナミ）MGO公式ファイナルイベント「FINAL Debriefing Event」in東京
- CEDEC2012 ペラ企画コンテスト 特別審査委員
- 第2回福島復興支援ツーリングツアー メインステージ出演（2012年09月29日）
- 中野にぎわいフェスタ 中野観光大使最終審査会&お披露目会（初代中野観光大使に任命）
- コンテンツ文化史学会2012年大会「コンテンツと記憶」
- in SAGARA 活力あるむらづくりシンポジウム「相良村から新たな地域づくりを巻き起こす!!」講演
- 第3回 福島応援おんもしぇ祭in会津坂下町
- 中野区観光協会第3回総会・懇親会　司会
- NCSOFT「リネージュ2」10周年記念ファン感謝祭 司会・進行
- にぎわいフェスタ 中野区観光大使
- JR中野「JR中野駅開業125周年記念イベント」一日駅長

## 著書・リリース作品

### メールマガジン
- まぐまぐ「杏野はるな「あなたとわたしの境界線。」」[リンク切れ]（2013年4月 - ）

### 雑誌・WEB連載
- ゲームアプリを斬る（NTTドコモ i-mode）（2008年4月 - ）
- i-modeで遊ぼう!（角川グループパブリッシング）40号から連載
- 電撃PlayStation 電撃Re:Play（アスキー・メディアワークス）
- B.L.T.（東京ニュース通信社）（2008年8月号 - 2009年10月号）
- 杏野はるなのDiabloIIIへの道（ログインウェブマガジン）（2008年10月3日 - ）
- ゲーム×コンボ（livedoorニュース）（2008年11月20日-）
- ゲームエンタ!（日経BP）（2008年12月号 - ）
- 月刊アルカディア（エンターブレイン）（2009年1月号 - ）
- べっぴんDMM（2009年4月号 - ）
- Nintendo DREAM（毎日コミュニケーションズ）（2009年5月号 - ）
- 電子ゲームがあんのっ（ガジェット通信）（2010年6月12日 - ）
- 杏野はるなの ゲームが教えてくれたもの。[リンク切れ]（ZAKZAK）（2011年2月18日 - ）
- 杏野はるなのマル勝 ハルスコア（OCN）45号〜連載
- ガジェット通信 記者杏野はるな
- ニッカンアミューズメント連載[リンク切れ]

### 著書
- 杏野はるなのレトロゲーム読本（文苑堂）（2010年1月29日）

### 写真集・デジタル写真集
- 「はるな14歳」（ぶんか社）
- 「１year's ago!」
- 「はるなと休日。」
- 「水着があんのっ!!」
- 「水着があんのっ!! NEXT」
- 「1Year's ago ! NEXT」
- 「Indigo」
- 「Color」
- 「体操着があんのっ!!」
- 「Clear」
- 「Tropical」
- 「解体新書」
- 「解体新書２」
- 「コスプレがあんのっ!!壱」
- 「コスプレがあんのっ!!弐」
- 「MEMORIES sideA」
- 「MEMORIES sideB」
- 「エッグコア写真コレクションA 杏野はるな」
- 「エッグコア写真コレクションB 杏野はるな」
- 「エッグコア写真コレクションC 杏野はるな」

### DVD
- 制服美少女図鑑はるな14歳（カルチャークラブ）
- はるなの青い空
- ハルナノキモチ
- まだ見ぬキミへ。
- はるなと休日。
- はるなとあすか
- うきうき女子高生日記
- なつみの大冒険 featuring 杏野はるな
- 東京図鑑ベスト集2制服＆水着編その1
- 東京図鑑ベスト集2制服＆水着編その2
- 超クソゲー（トップ・マーシャル：2009年1月23日）